# 布塔里塔里環礁

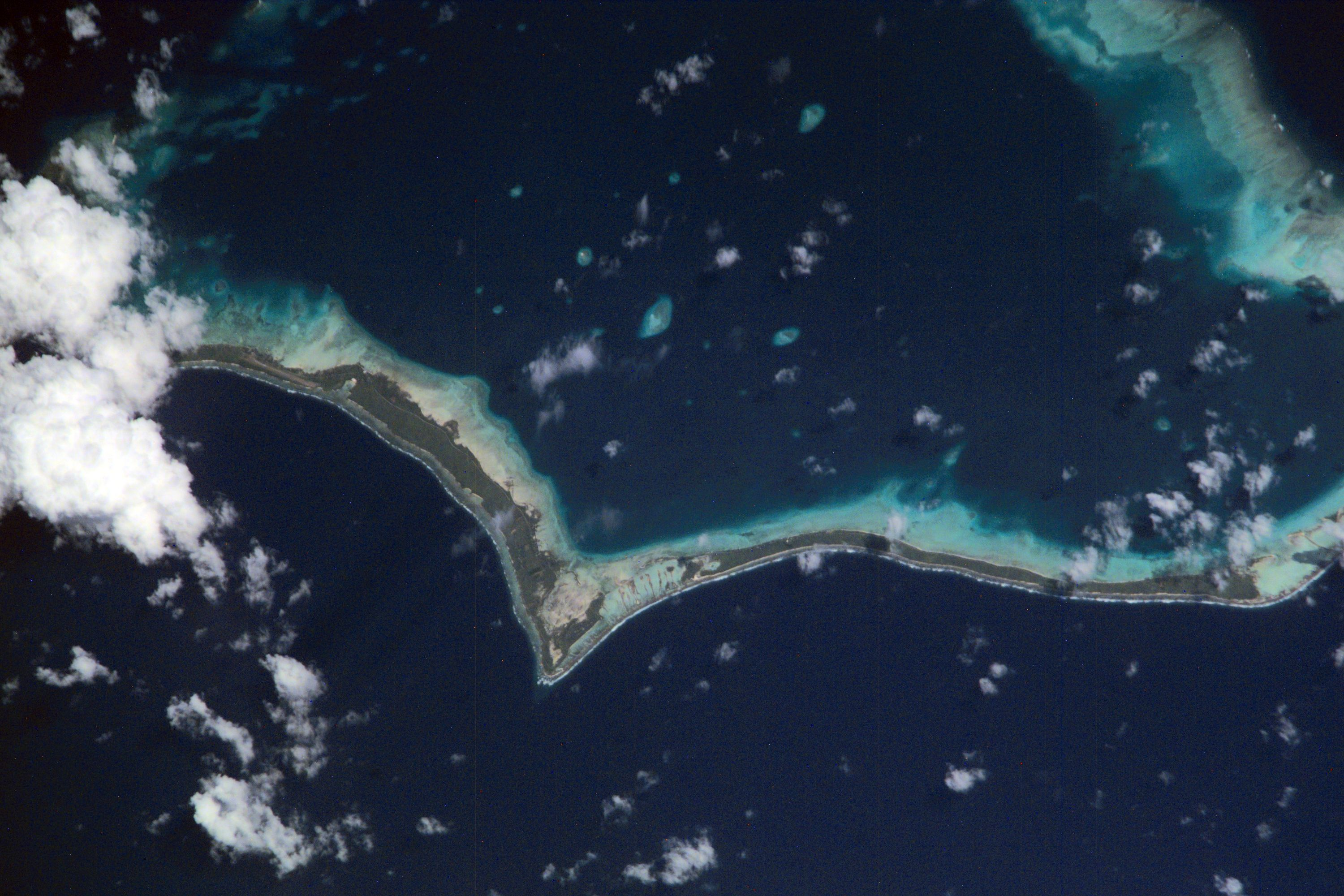

布塔里塔里環礁是太平洋島國基里巴斯的環礁，屬於吉爾伯特群島的一部分，長30公里、寬15公里，面積13.6平方公里，潟湖面積191.7平方公里，2002年人口4,200。
3°10′04″N 172°49′33″E / 3.16778°N 172.82583°E